# Kalvhagen
Kalvhagen (finska: Vasikkahaka) är en by i Kyrkslätts kommun i det finländska landskapet Nyland. Byn ligger nära Jorvas, sydväst om Masaby. Kalvhagen består huvudsakligen av radhus och små höghus. Jorvas hållplats ligger intill Kalvhagen.